# San Julián de los Prados
San Julián de los Prados, també coneguda com a Santullano, és una església preromànica de principi del segle ix a Oviedo (Principat d'Astúries). És una de les principals mostres de l'art asturià. L'església està dedicada als sants màrtirs Julià i Basilisa.
Va ser declarada Bé d'interès cultural al juny de 1917 i patrimoni de la Humanitat el 2 de desembre de 1998.

## Arquitectura
La data de construcció exacta no ha arribat als nostres dies, però se sap que va ser un encàrrec Alfons II d'Astúries (760-842). Hi ha referències a aquest fet a la Crònica d'Alfons III, a les dues versions existents, tant la Rotense com a la Sebastianense: 
| « | Alfons II va edificar també, al nord-oest, distant del palau quasi un estadi, una església en memòria de Sant Julià màrtir, amb dos altars posats a ambdós costats, d'admirable decoració (versió Sebastianense) | » |

. El temple està dedicat als sants màrtirs egipcis Julià i Basilisa i es va fer sobre el segle ix.
És un temple espaiós que presenta clarament definits els caràcters propis d'aquest estil. Té planta basilical de tres naus, separades per pilars quadrats que sostenen arcs de mig punt i presenta un creuer amb un remarcat alçat. L'iconòstasi, que separa la part reservada al clericat, de la resta del temple, presenta una remarcable similitud amb un arc de triomf. La grandiositat d'aquest temple grandiositat i loriginalitat que s'aparta de models visigòtics són dos elements que destaquen d'aquest edifici. Però sens dubte, el que més atreu d'aquest temple és la decoració pictòrica, amb pintures al fresc (estucs, amb més propietat) en tres cossos superposats, no icòniques, amb decoració arquitectònica, de clar influx romà. Es tractaria més aviat d'un temple monàstic i no palatí, encara que es reservava per al rei una tribuna al creuer. De les tres entrades al temple avui dia dues són tapiades.

## Decoració

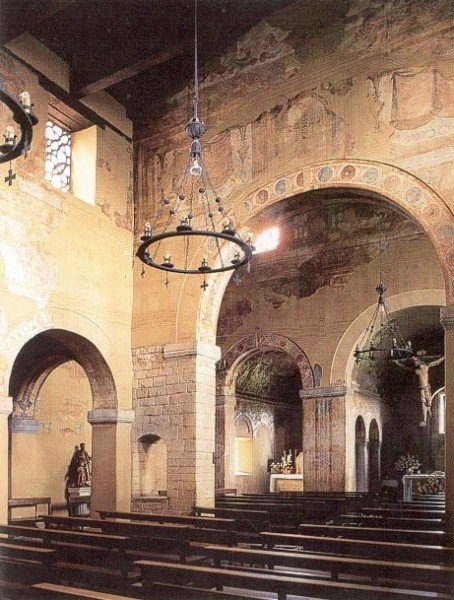
Interior del temple

La decoració escultòrica que ha perdurat fins als nostres dies es redueix als capitells de marbre en què descansen els arcs de mig punt. Existeixen també dues lloses de marbre llaurades amb figures geomètriques de forma hexagonal i motius florals que avui dia es troben a la capella central.
La decoració pictòrica és l'element més important de l'església, per les dimensions, l'estat de conservació, i la varietat d'icones representades d'aquesta època a tota l'Europa occidental.
En aquestes pintures al fresc s'aplica una tècnica de tradició romana. La capa d'estuc amb motius decoratius deriven de la tècnica romana. El programa iconogràfic es troba a la nau central i el creuer.
1. En primer lloc, el basament de les pintures on s'aprecia una obra de decoració imitant marbre i marqueteria.
2. Al registre central hi ha pintures en perspectiva amb la representació de l'interior de petits edificis.
3. Al nivell més elevat veiem reproduccions de palaus que s'alternen amb les finestres. Al mur oriental i occidental es representa una creu adornada amb pedres precioses, perleseuna alfa i una omega que en penja i simbolitza el poder de Déu com a principi i final de tot.
4. A la part superior  hi ha els permòdols i al mur occidental i oriental hi ha uns recipients «paraflors», que procedeixen d'una tradició primitiva.

Hi ha un concepte no icònic de la pintura en la qual no hi ha representacions figurades i la decoració correspon al gust del comitent o mecenes. Gómez Moreno va relacionar aquest aspecte no icònic amb el rebuig de la Península a les representacions figurades, ja que a partir del IV Concili d'Elvira, la Península es va declarà aniconista.